# Pontedera

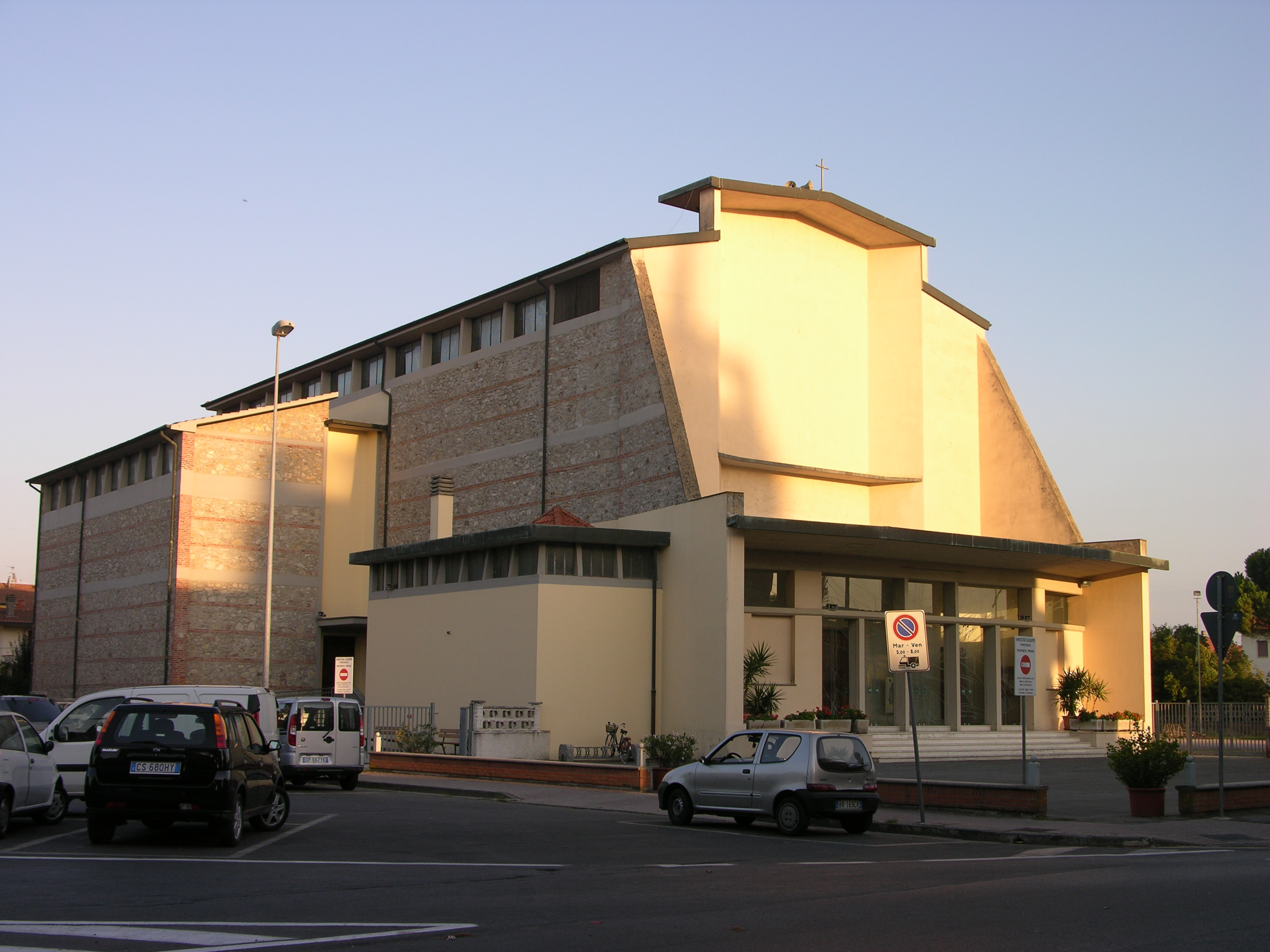
Parroquia de San Giuseppe

Pontedera es una ciudad situada en la provincia de Pisa, en la región de la Toscana. Tiene una población estimada, a fines de mayo de 2022, de 29 320 habitantes.
Se sitúa en una estratégica posición en el valle de Arno, en la confluencia del río Era con el río Arno.
Fue la ciudad natal de Andrea Pisano, célebre orfebre y escultor del quattrocento italiano, y de Giovanni Gronchi, presidente de la República italiana desde 1955 hasta 1962.
En Pontedera están las oficinas centrales de la compañía de motocicletas Piaggio, que produce la famosa Vespa.

## Evolución demográfica

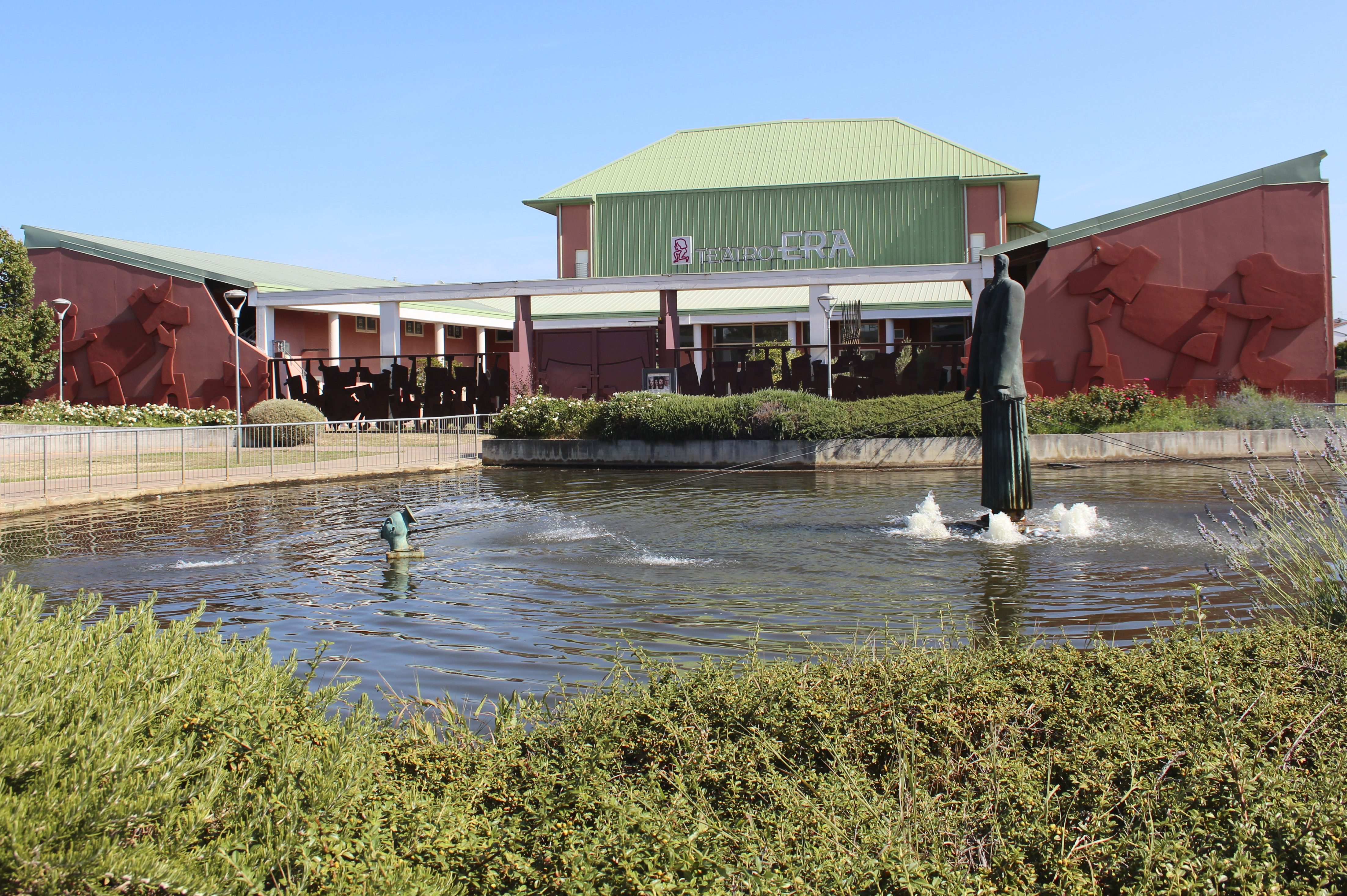
Teatro Era

| Gráfica de evolución demográfica de Pontedera entre 1861 y 2022 |
|                                                                 |
| Fuente: ISTAT - Elaboración gráfica de Wikipedia                |

## Ciudades hermanadas
- Khombole, Senegal,
- Fourchambault, Francia,
- Montemor-o-Novo, Portugal,
- Serrara Fontana, Italia,